# Veladura
La veladura és una tècnica pictòrica que consisteix a aplicar capes molt primes de pintura, de manera que es transparenti la capa inferior, així el color que es veu és el resultat suavitzat de la mescla del color inferior més el de la veladura.
Per realitzar una veladura és necessari que la capa inferior estigui perfectament seca. Aquesta capa inferior pot ser d'oli o d'acrílic, però mai ha de fer-se al contrari, és a dir, no ha de pintar-se acrílic sobre oli. En l'antiguitat s'utilitzava freqüentment una base de tremp sobre la qual, una vegada seca, s'anaven afegint les successives veladures de color a l'oli. La transparència i la profunditat, aconseguides d'aquesta manera, donen una qualitat inimitable a les obres pintades enterament seguint aquestes tècniques.
Per aprimar la pintura s'han d'usar mitjans sintètics, especialment concebuts per a aquest ús. No convé usar oli de llinosa perquè rellisca el color i es pot barrejar en altres zones.
L'oli treballat a força de veladures és la tècnica de pintar que més es va utilitzar en el Renaixement. També va ser freqüentment utilitzada per artistes posteriors. Rembrandt, per exemple, finalitzava els seus quadres amb nombroses veladures de color transparent sobre la base seca. Altres méstres d'aquesta tècnica eren Ticià, Il Tintoretto i Paolo Veronese.